# Henry Robb
Henry Robb, Limited, connu familièrement sous le nom de Robbs, était une société de construction navale écossaise basée aux Leith Docks d'Édimbourg en Écosse. Robbs était connu pour la construction de navires de petite et moyenne taille, en particulier des remorqueurs et des dragues.

## Histoire
La société a été fondée le 1er avril 1918 par Henry Robb, un ancien chef de chantier de Ramage & Ferguson.
Robbs s'est développé en achetant des postes à quai à Hawthorns en 1924, les activités de Cran & Somerville en 1926 et les chantiers de Ramage & Ferguson en 1934. Le site a pris le nom de Victoria Shipyard.
Robbs a fermé ses opérations à Arbroath et sur le Clyde dans les années 1920 et a concentré ses activités sur Leith.
Pendant la Seconde Guerre mondiale, Robbs a construit un grand nombre de navires de guerre pour la Royal Navy, notamment en préparant les plans et en construisant le prototype du chalutier anti-sous-marin/dragueur de mines de classe Basset. Trois corvettes de classe Bird ont été construites pour la Royal New Zealand Navy. Commandées en 1939, deux de ces corvettes allaient couler le célèbre sous-marin japonais I-1 en janvier 1943, tandis que la troisième corvette a contribué à couler le sous-marin japonais I-17 sept mois plus tard
Le 26 février 1940, le roi George VI et la reine Elizabeth visitent le chantier naval.

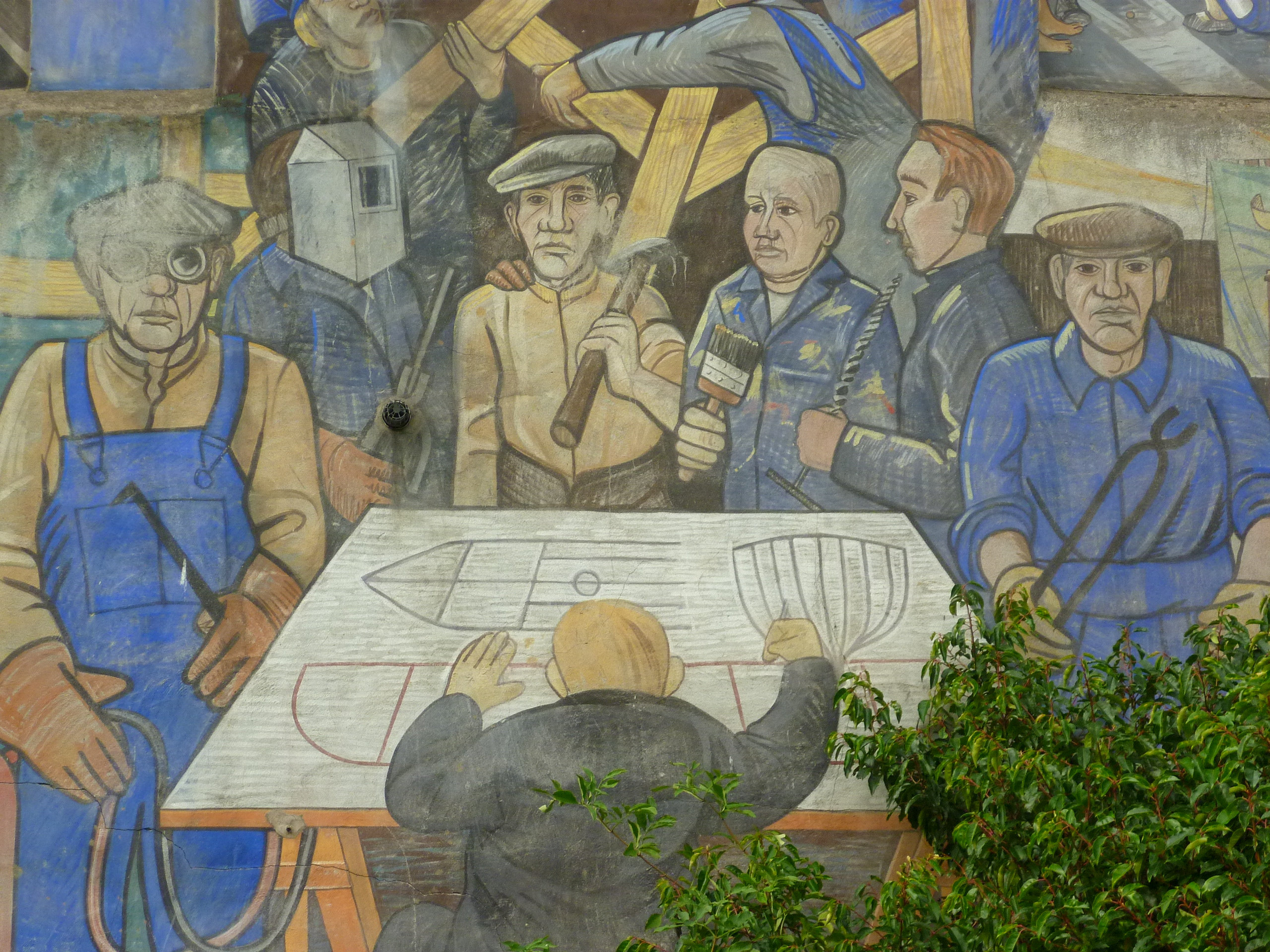
Des ouvriers chez Henry Robb, représentés sur la fresque de Leith

En 1968, Robbs a fusionné avec la Caledon Shipbuilding & Engineering Company de Dundee, formant ainsi Robb Caledon Shipbuilding, et en 1969, la nouvelle société a repris la Burntisland Shipbuilding Company de Fife. En 1977, en vertu des dispositions de la loi de 1977 sur les industries aéronautique et navale, Robb Caledon a été nationalisé en tant que membre de British Shipbuilders. Le chantier naval Caledon de Dundee a fermé en 1981. Le chantier de Robb à Leith a survécu deux ans de plus, fermant en 1983.
Le site du chantier naval de Robb est aujourd'hui le centre commercial Ocean Terminal, où est amarré le yacht royal Britannia. Un hangar à peinture à toit incliné du début du XXe siècle qui appartenait au chantier, construit à partir de plaques de fer rivetées, a survécu et était un bâtiment classé dans la catégorie B avant d'être déplacé.
Le chantier naval figure dans la vidéo de la chanson "Letter From America" (1987) de The Proclaimers, dont le père travaillait dans le chantier. Le sentiment général de la chanson souligne la perte des industries traditionnelles de l'Écosse et l'émigration massive des Écossais vers l'Amérique du Nord en raison de circonstances telles que les Highland Clearances.

## Navires construits par Robbs
Liste non exhaustive, vous pouvez aider à la compléter 

### Militaire
Corvettes classe Flower
- HMS Delphinium
- HMS Dianthus
- HMS Petunia
- HMS Polyanthus
- HMS Lotus
- HMS Pink

Corvettes classe Castle
- HMS Flint Castle
- HMS Guildford Castle
- HMS Hedingham Castle

Dragueurs de mines classe Bangor
- HMS Sidmouth
- HMS Stornoway

Dragueurs de mines classe Bird
- HMNZS Kiwi
- HMNZS Moa
- HMNZS Tui

Frégates classe River
- HMS Derg
- HMS Ness
- HMS Nith
- HMS Strule (ex- HMS Glenarm)
- HMS Windrush
- HMS Wye
- La Découverte (K370) - navire des Forces navales françaises libres
- HMS Naver – annulé et recommandé en tant que HMS Loch Achanalt.

Frégates  classe Loch
- HMS Loch Achanalt – transféré à la Royal Canadian Navy on completion.
- HMS Loch Insh – transféré à la Marine royale malaisienne en 1964 en tant que Hang Tuah.
- HMS Loch Katrine – transféré à la Royal New Zealand Navy en 1949 en tant que Rotoiti.
- trois autres navires de cette classe – Loch Kishorn, Loch Nell et Loch Odairn – ont été annulés.

Frégates  classe Bay
- HMS Cardigan Bay (ex- HMS Loch Laxford)
- HMS Carnarvon Bay (ex- HMS Loch Maddy)
- HMS Padstow Bay (ex- HMS Loch Coulside)

Navires auxiliaires de la Royal Fleet Auxiliary
- RFA Bacchus – navire de ravitaillement de combat
- RFA Engadine – navire-école d'aviation
- RFA Hebe – navire de ravitaillement de combat

Remorqueurs de haute mer classe Bustler
- HMRT Bustler
- HMRT Growler
- HMRT Hesperia
- HMRT Mediator
- HMRT Reward
- HMRT Samsonia
- HMRT Turmoil
- HMRT Warden

Bâtiment hydrographique classe Hecla
- HMS Herald

Câbliers et remorqueurs classe Wild Duck de la RMAS
- RMAS Goosander
- RMAS Pochard

### Marchand
| N° de coque | Nom                    | Type                                           | Lancement        | Propriétaires/Notes                    |
| ----------- | ---------------------- | ---------------------------------------------- | ---------------- | -------------------------------------- |
| 267         | South Steyne           | ferry de Manly                                 | 1er avril 1938   | Port Jackson & Manly Steamship Company |
| 375         | MV Kaitawa             | collier                                        | 1949             | Union Steamship Company                |
| 376         | MV Kaiapoi             | cargo                                          | 1949             | Union Steamship Company                |
| 377         | MV Kamona              | cargo                                          | 1949             | Union Steamship Company                |
| 508         | RRS                    | navire de recherche renforcé contre les glaces | 4 septembre 1970 | British Antarctic Survey               |
| 515         | MV Pioneer             | ferry                                          | 4 janvier 1974   | Caledonian MacBrayne                   |
| 516         | S.A. Wolraad Woltemade | remorqueur de sauvetage                        | 15 mai 1975      | South African Marine Corporation       |
| 521         | MV Borthwick           | tanker                                         | 1977             | Geo. Gibson & Co.                      |
| 522         | Claymore               | ferry                                          | 31 août 1978     | Caledonian MacBrayne                   |
| 530         | THV (Patricia)         | navire-phare                                   | 1982             | Trinity House                          |
| 534         | MV St Catherine        | ferry                                          | 1983             | Sealink/Wightlink                      |
| 535         | MV St Helen            | ferry                                          | 1983             | Sealink/Wightlink                      |